# Samsung Galaxy Tab E 9.6
La Samsung Galaxy Tab E 9.6 es una tableta basada en Android de 9,6 pulgadas producida y comercializada por Samsung Electronics. Pertenece a la línea "E" de la serie Samsung Galaxy Tab. Se anunció el 16 de junio de 2015 y se lanzó el 1 de julio de 2015. Está disponible variantes sólo Wi-Fi y Wi-Fi/4G.

## Características
Samsung lanzó originalmente el Galaxy Tab E 9.6 con Android 4.4.4 KitKat y personalizó la interfaz con su software TouchWiz. Además del conjunto estándar de aplicaciones de Google, tiene aplicaciones de Samsung como ChatON, S Suggest, S Voice, S Translator, S Planner, WatchON, Smart Stay, Multi-Window, Group Play, All Share Play.
El Galaxy Tab E 9.6 está disponible en variantes solo WiFi y 3G y WiFi. El almacenamiento es de 8 GB o 16 GB, según el modelo, con una ranura para tarjeta microSDXC para expandir hasta 128 GB. Tiene una pantalla TFT LCD de 9,6 pulgadas con una resolución de 1280x800 píxeles y una densidad de píxeles de 157 ppi. También cuenta con una cámara frontal de 2 MP sin flash y una cámara trasera AF de 5.0 MP sin flash.
El modelo estadounidense y canadiense (SM-T560NU) recibió actualizaciones oficiales de Android a Android 5.0 Lollipop, 6.0 Marshmallow y 7.0 Nougat. Los modelos para otros países se mantuvieron en 4.4.4 KitKat.